# Heizenergiebedarf
Der Heizbedarf gibt an, welche Energiemenge in Form von Wärme zum Heizen notwendig ist, um ein zu beheizendes Objekt für einen wie auch immer gearteten Zweck nutzen zu können. Für bautechnische Anwendungen (etwa zum Wohnen oder Arbeiten auf der beheizten Nutzfläche einer Liegenschaft oder zu vergleichbarem Tun) steht speziell die Größe Heizenergiebedarf (Qh, HEB) zur Verfügung.

## Heizbedarf
Der Heizbedarf ist eine Größe der Energie (Wärmemenge) und wird in Joule (J), auch Kilojoule (kJ) oder Megajoule (MJ), oder (messtechnisch veraltet, in der Technik aber noch verbreitet) in Kilowattstunden (kWh) bzw. Megawattstunden (MWh) angegeben (1 kWh = 3,6 MJ). Er bemisst sich also aus
Heizbedarf = thermische Leistung des Heizsystems in Kilowatt (kW) × Heizzeit in Stunden (h)
{\displaystyle E_{\text{Heizbedarf}}=P_{\text{therm}}\cdot t_{\text{Heiz}}}

Es ist zweckdienlich, den Heizbedarf auf eine Heizperiode (bzw. ein Jahr) zu bemessen, und gibt den Jahresenergiebedarf dann in Joule bzw. Kilowattstunden pro Jahr (kWh/a) bzw. Watt, in Einheiten der Leistung (Physik), den vom Heizsystem auf das Gebäude übertragenen Wärmestrom, bzw. die notwendige Heizlast. Auch monatliche Angaben sind üblich.
Für die wirtschaftliche Rechnung interessant ist der Heizstoffbedarf, daher rechnet man Heizbedarf in Einheiten der Heizmittelmenge um:
Heizbedarf = Heizwert (in J oder kWh/m3 oder kg) × Heizmittelmenge (Gewicht oder Volumen, in Einheiten Kilogramm kg, Tonnen t, Kubikmeter m3, Liter l oder ähnlichem, je nach Material)
{\displaystyle E_{\text{Heizbedarf}}=H_{\text{i}}\cdot n_{\text{Heizmittel}}}

Damit ergibt sich die nötige Versorgungsmenge. Für die Vergleichsrechnung steht hier etwa das Heizöläquivalent (oe) oder die Steinkohleeinheit (SKE) zur Verfügung.
Natürlich ist der Energiebedarf einerseits für ein Gebäude typisch, schwankt aber andererseits enorm mit den Witterungsverhältnissen des Jahres, daher gibt man neben dem aktuellen Heizbedarf auch einen mittleren Heizbedarf an, der sich aus den mittleren meteorologischen Daten (meist bemessen auf 30 Jahre) des Standorts bezieht.
Aus diesem errechnet man die flächenspezifische Verbrauchsleistung {\displaystyle \wp _{v}}, also die erforderliche Energie je Fläche und Jahr, ausgedrückt in Kilo-/Megawattstunden je Quadratmeter und Jahr, kWh/(m²·a) bzw. MWh/(m²·a), gleichbedeutend mit der Verbrauchsleistung bezogen auf die Wohnfläche (Energiebezugsfläche).

{\displaystyle \wp _{v}=P_{v}\cdot {\frac {1}{A}}={\frac {E_{\text{erf}}}{t}}\cdot {\frac {1}{A}}}

mit {\displaystyle \wp _{v}} als flächenspezifische Verbrauchsleistung mit der Einheit {\displaystyle [\wp _{v}]=1\,\mathrm {kWh/({m^{2}}\cdot a)} },
mit {\displaystyle P_{v}} als Verbrauchsleistung mit der Einheit {\displaystyle [P_{v}]=1\,\mathrm {kWh/a} },
mit {\displaystyle A} als der Fläche der mit Energie versorgten baulichen Anlagen (genauer: die beheizte Gebäudenutzfläche) mit der Einheit {\displaystyle [A]=1\,\mathrm {m^{2}} },
mit {\displaystyle E_{\text{erf}}} als der im Betrachtungszeitraum erforderlichen Energie mit der Einheit {\displaystyle [E_{\text{erf}}]=1\,\mathrm {kWh} },
mit {\displaystyle t} als der Zeitspanne des Betrachtungszeitraums mit der Einheit {\displaystyle [t]=1\,\mathrm {a} }, also ausgedrückt in annos, das heißt, in Jahren.

Mit der flächenspezifischen Verbrauchsleistung erstellt man beispielsweise Klassen über die energetische Qualität einer Bauweise/Sanierungsmaßnahme (Energiestandard).
Um aber speziell Gebäude unabhängig von Standort und Nutzung bautechnisch zu vergleichen, gibt man auch eine spezifische Gebäudekenngröße, den spezifischen Heizenergiebedarf an (zu den Details, siehe untenstehende Kapitel). Der spezifische Heizenergiebedarf ist definiert als der (absolute) Heizenergiebedarf dividiert durch die beheizte Gebäudenutzfläche:
{\displaystyle heb={\frac {\mathrm {HEB} }{A}}}
Er wird je Heizzeit und Quadratmeter gerechnet, und dann ermittelt. Hat man diese Größe ermittelt (siehe untenstehende Kapitel), so kann man damit den Jahresheizbedarf berechnen:
Jahresheizbedarf = spezifischer Heizenergiebedarf × Gebäudefläche × Heizzeit
{\displaystyle E_{{\text{Heizbedarf}}_{\text{Jahr}}}=heb\cdot A\cdot t_{\text{Heiz}}}

## Heizenergiebedarf
Der Heizenergiebedarf (Qh, HEB) ist die Energiemenge, die für die Heizung eines Gebäudes notwendig ist.
Der spezifische Heizenergiebedarf {\displaystyle heb} ist eine Größe, die für ein Gebäude in Bauform und besonders Standort und seine Nutzung kennzeichnend ist, und wird etwa nach ÖNORM B 8110-1 flächenbezogener Heizwärmebedarf genannt und mit HWBBGF bezeichnet. Bezugsgröße für die Fläche ist dabei nicht die Wohnfläche, sondern nach in Deutschland gültiger Norm (EnEV) die Gebäudenutzfläche, in Österreich (OIB-Leitfaden u. a.) die beheizte Bruttogeschossfläche und in der Schweiz die Energiebezugsfläche (ebenfalls brutto, geschossbezogen).
Summe der Wärmemengen durch Wärmeleitung:
{\displaystyle Q_{\mathrm {h} }=(Q_{\mathrm {T} }+Q_{\mathrm {V} })-\eta \cdot (Q_{\mathrm {i} }+Q_{\mathrm {s} })}
mit
QT: Transmissionswärmeverluste infolge Wärmeleitung in den Bauteilen und Wärmeübergang an den Oberflächen
QV: Lüftungwärmeverluste infolge Luftaustausch
Qi: interne Wärmegewinne infolge Betrieb elektrischer Geräte, künstlicher Beleuchtung und Körperwärme von Personen
Qs: solare Wärmegewinne über transparente Bauteile
η: Ausnutzungsgrad der Wärmegewinne (vereinfacht 1,00 für schwere Bauweisen bis 0,90 für leichte Bauweisen)
Nach gewissen Berechnungsarten gliedert man in Heizwärmebedarf {\displaystyle {\mathrm {HWB} }} und Heiztechnikenergiebedarf {\displaystyle {\mathrm {HTEB} }} und rechnet den Warmwasserwärmebedarf {\displaystyle {\mathrm {WWWB} }} getrennt oder gemeinsam
{\displaystyle \mathrm {HEB} ={\mathrm {HWB} }+{\mathrm {HTEB} }\ (+{\mathrm {WWWB} })}
Er wird als spezifische Größe auch vereinfacht aus dem Jahresnutzungsgrad {\displaystyle {\mathrm {\eta } _{\mathrm {H} _{\text{Jahr}}}}} des Heizsystems ermittelt.
{\displaystyle \mathrm {HEB} ={\mathrm {HWB} }/{\mathrm {\eta } _{\mathrm {H} _{\text{Jahr}}}}}
Der Jahresnutzungsgrad ist dabei ein Wert des Wärmebereitstellungssystems, Wärmeverteilsystems, Regelmesssystems, und ist ein numerischer Faktor (Größe der Dimension Zahl), der (dezimal) den Prozentsatz der Zeit gibt, den das Heizsystem in Betrieb sein muss, um die Innentemperatur konstant auf dem Zielwert zu halten (allgemein die Heizperiode in Tagen, spezieller die Heizzeit in Stunden, oder in genauer Rechnung aus den lokalen Heizgradtagen ermittelt, die neben der Zeit auch die mittlere Temperaturdifferenz Heizziel Norminnentemperatur zu langfristig mittlerer Außentemperatur gibt).

### Heizwärmebedarf
Der Heizwärmebedarf ({\displaystyle {\mathrm {HWB} }}, teils auch Nutzheiz-Energiekennzahl {\displaystyle {\mathrm {NEZ} }}) ist die errechnete Energiemenge, die je Gebäudenutzfläche innerhalb der Heizperiode zuzuführen ist, um die gewünschte Innentemperatur aufrechtzuerhalten, z. B. wie durch Heizkörper an einen beheizten Raum abgegeben wird.
Er ist eine Baukenngröße, also für ein spezielles Gebäude typisch, und wird von der Gebäudehülle, Standort (groß- und kleinklimatische Bedingungen) und seiner baulichen Nutzungsart bestimmt, ist aber vom Nutzerverhalten unabhängig. Die Gebäudehülle ist über die Wärmedurchgangskoeffizienten (U-Werte) der Außen- und Trennflächen definiert. Außerdem werden die Gesamtenergiedurchlassgrade (g-Werte) aller Fensterflächen berücksichtigt, einschließlich Orientierung und allfällige Abschattung der Glasflächen, also Wärmegewinne durch Sonneneinstrahlung (ÖNORM B 8110-1).
Allgemein dient der Heizwärmebedarf für die Definition von Energiestandards bei Häusern. Für neugebaute Häuser wird laut der deutschen Energieeinsparverordnung (EnEV), etwa für den Niedrigenergiehaus-Standard, ein spezifischer Heizwärmebedarf von ≤ 50 kWh/(m²·a) gefordert. Für unsanierte Altbauten liegt der Wert typischerweise über 150 bis weit über 300 kWh/(m²·a).
Der Jahres-Heizwärmebedarf einzelner Bauteile von Wärme übertragenden Hüllflächen kann mit Hilfe des Wärmedurchgangskoeffizienten (U-Wertes) und den langjährigen mittleren Klimabedingungen abgeschätzt werden.

### Warmwasserwärmebedarf (Trinkwasserwärmebedarf)
Der Warmwasserwärmebedarf {\displaystyle {\mathrm {WWWB} }}, auch Trinkwasserwärmebedarf {\displaystyle {\mathrm {TWWB} }} ist die Energiemenge, die zur Erwärmung dem Wasser mit Trinkwasserqualität zugeführt werden muss. Verluste bei der Energieumwandlung (z. B. Verluste des Heizkessels), der Verteilung und sonstige technische Verluste sind nicht enthalten.
Der Warmwasserwärmebedarf ist eine Größe der Nutzung, im Besonderen der Anzahl der Personen im Haushalt.
Der Trinkwasserwärmebedarf wird bei manchen Verfahren pauschal mit 12,5 kWh/(m²·a) angesetzt. Dies entspricht einem Bedarf von 23 l pro Person und Tag.
Laut ÖNORM B 8110-5:2019-03 beträgt der Warmwasserwärmebedarf für Wohngebäude ab 3 Nutzungseinheiten 28 Wh/(m²·d). Für Bürogebäude ist es 9 Wh/(m²·d), für Krankenhäuser 43 Wh/(m²·d).

### Heiztechnikenergiebedarf
Der Heiztechnikenergiebedarf {\displaystyle {\mathrm {HTEB} }} ist die Energiemenge, die für den Betrieb des Heizsystems notwendig ist, wie Umlaufpumpen der Zentralheizung, Zündenergien bei Elektrozündung, Gebläse der Feuerung bei Holzvergaser und Pellets, Motor des Förderers bei Pellets und Hackschnitzel, Steuerelektronik usw. (ÖNORM H 5056-1).

## Heizenergiebedarf und Energiebilanz
Heizenergiebedarf ergibt zusammen mit dem Kühlenergiebedarf {\displaystyle {\mathrm {KEB} }} für die sommerliche Kühlperiode, besteht aus Kühlbedarf {\displaystyle {\mathrm {KB} }} selbst, und dem Kühltechnikenergiebedarf {\displaystyle {\mathrm {KTEB} }} für die Anlage (ÖNORM H 5058-1), dem Beleuchtungsenergiebedarf {\displaystyle {\mathrm {BelEB} }} (ÖNORM H 5059-1) und dem Raumlufttechnikenergiebedarf {\displaystyle {\mathrm {RLTEB} }}, das umfasst den Energieverbrauch der Klimaregelung und Lüftung wie Frischluft/Luftaustausch, Luftfeuchteregelung (ÖNORM H 5057) den Endenergiebedarf {\displaystyle {\mathrm {EEB} }} eines Gebäudes

{\displaystyle \mathrm {EEB} ={\mathrm {HEB} }+{\mathrm {KEB} }+{\mathrm {BelEB} }+{\mathrm {RLTEB} }={\mathrm {HEB} }+{\mathrm {KB} }+{\mathrm {KTEB} }+{\mathrm {BelEB} }+{\mathrm {RLTEB} }}
(Energiebedarfsberechnung gemäß OIB-Leitfaden Energietechnisches Verhalten von Gebäuden bzw. gemäß ÖNORMEN B 8110, H 5056–H 5059)

Daraus ergibt sich der Primärenergiebedarf, über die Energieverluste die Energieeffizienz und die Energiebilanz des Gebäudes, und direkt die CO2-Emissionen des Gebäudes (als Faktor der Umweltbilanz).
Weil mit dem Heizenergiebedarf die Energie berechnet wird um laufende Verluste auszugleichen, gehen die nötige Energie zur (erstmaligen) Aufheizung der Wärmespeichermasse des Gebäudes (Mauerwerk, gespeicherte Feuchte) sowie allfällige Wärmegewinne durch Wärmeeinstrahlung auf das Mauerwerk von außen (Solarstrahlung, atmosphärische Gegenstrahlung) nicht in die Rechnung ein. Eine Nachtabsenkung der Innentemperatur kann daher wegen der dann in der Folge nötigen Aufheizung zu einem höheren Heizenergiebedarf, als die Berechnung ergibt, führen.

## Heizenergiebedarf und Heizgradtage
Der Heizenergiebedarf ergibt sich (nach ÖNORM B 8135) aus den Heizgradtagen (auch: Gradtagzahl), der klimatologischen Kenngröße zum Heizbedarf, zu:
{\displaystyle \mathrm {NE} _{\mathrm {PR} }=p_{0}\cdot A\cdot {\frac {24\cdot \mathrm {HGT} \cdot f_{\mathrm {BEN} }}{\eta _{\text{a}}\cdot 1000}}} in kWh
p0: spezifische Heizlast
A: Energiebezugsfläche
HGT: Heizgradtage
fBEN: Benutzungsfaktor
ηa: Jahreswirkungsgrad
Das ist eine grobe Abschätzung aus mittleren meteorologischen Daten, für spezielle Lagen und Situationen werden genauere Rechnungen ausgeführt.